# Priscila Padilla
Priscila Guadalupe Padilla Rentería (* 11. Dezember 1999 in Tlaquepaque, Jalisco), üblicherweise als Priscila Padilla bezeichnet, ist eine mexikanische Fußballspielerin auf der Position einer Innenverteidigerin.

## Leben
Bei Einführung der Liga MX Femenil spielte Padilla für ihren Heimatverein Chivas Femenil, mit dem sie im Eröffnungsturnier die Meisterschaft der neu kreierten Liga gewann.
Nach dreieinhalb Jahren bei Chivas Femenil wechselte Padilla Anfang 2021 zu den Xolas de Tijuana und anderthalb Jahre später zu den Guerreras del Santos Laguna.

## Erfolge
- Mexikanischer Meister: Apertura 2017